# Augustovo mauzoleum
Augustovo mauzoleum (latinsky Mausoleum Augusti, italsky Mausoleo di Augusto) se nachází v Římě na Martově poli. Je zde pohřben císař Augustus a řada dalších příslušníků císařské rodiny, naposledy císař Nerva. Mauzoleum bylo postaveno roku 28 před naším letopočtem a bylo 42 metrů vysoké. Po rozpadu Římské říše zpustlo a jeho zříceniny zarostly stromy. Později bylo částečně rekonstruováno.
Mauzoleum se nachází na Piazza Augusto Imperatore, západně od horní části Via del Corso. V roce 2017 město Řím započalo rekonstrukci mauzolea za pomoci daru v hodnotě 6 milionů Euro od firmy TIM (provozovatel telekomunikačních služeb v Itálii). Rekonstrukce skončila v roce 2020 a mauzoleum bylo zpřístupněno veřejnosti roku 2021.

## Seznam pochovaných osobností
- Marcellus Claudius Marcellus († 23 př. n. l.)
- Marcus Vipsanius Agrippa († 12 př. n. l.)
- Octavia Minor († 11 př. n. l.)
- Drusus († 9 př. n. l.)
- Publius Quinctilius Varus († 9 n. l.)
- Lucius Caesar († 2 n. l.)
- Gaius Caesar († 4 n. l.)
- Augustus († 14 n. l.)
- Germanicus († 19 n. l.)
- Drusus mladší († 23 n. l.)
- Livia Drusilla († 29 n. l.)
- Nero Caesar († 30 n. l., dodatečně pohřben v roce 37 n. l.)[3]
- Agrippina starší († 33 n. l.)
- Tiberius († 37 n. l.)
- Caligula († 41 n. l.)
- Claudius († 54 n. l.)
- Britannicus († 55 n. l.)
- Poppaea Sabina († 65 n. l.)
- Vespasianus (? nejisté; † 79 n. l.)
- Nerva († 98 n. l.)
- Julia Domna († 217 n. l.)[4]